# داداگلاب
داداگلاب، روستایی در دهستان افرینه بخش افرینه شهرستان معمولان در استان لرستان ایران است.

## جمعیت
بر پایه سرشماری عمومی نفوس و مسکن در سال ۱۳۹۵، جمعیت این روستا برابر با ۱۲۲ نفر (۳۳ خانوار) بوده‌است.